# Маренка ніжна
Маренка ніжна (Asperula tenella) — вид рослин з родини маренових (Rubiaceae), поширений у південно-східній Європі й Туреччині.

## Опис
Багаторічна рослина. Стебла 35–50 см заввишки, зазвичай коротко волосисті, особливо знизу, часто гілляста від основи. Плоди — подвійні сім'янки.

## Поширення
Поширений у південно-східній Європі й Туреччині.